# База данных
Ба́за да́нных (БД) — совокупность данных, хранимых как в соответствии со схемой данных так и в произвольном порядке, манипулирование которыми выполняют в соответствии с правилами средств моделирования данных.
Многие специалисты указывают на распространённую ошибку, состоящую в некорректном использовании термина «база данных» вместо термина «система управления базами данных», и указывают на необходимость различения этих понятий.

## Проблемы определения
В литературе предлагается множество определений понятия «база данных», отражающих скорее субъективное мнение тех или иных авторов, однако общепризнанная единая формулировка отсутствует.
Определения из нормативных документов, в том числе стандартов:
- База данных — представленная в объективной форме совокупность самостоятельных материалов (статей, расчётов, нормативных актов, судебных решений и иных подобных материалов), систематизированных таким образом, чтобы эти материалы могли быть найдены и обработаны с помощью электронной вычислительной машины (ЭВМ)[5]
- База данных — совокупность данных, организованных в соответствии с концептуальной структурой, описывающей характеристики этих данных и взаимоотношения между ними, которая поддерживает одну или более областей применения[6].

Определения из авторитетных монографий:
- База данных — организованная в соответствии с определёнными правилами и поддерживаемая в памяти компьютера совокупность данных, характеризующая актуальное состояние некоторой предметной области и используемая для удовлетворения информационных потребностей пользователей[7].
- База данных — некоторый набор перманентных (постоянно хранимых) данных, используемых прикладными программными системами какого-либо предприятия[8].
- База данных — совместно используемый набор логически связанных данных (и описание этих данных), предназначенный для удовлетворения информационных потребностей организации[9].

В определениях наиболее часто (явно или неявно) присутствуют следующие отличительные признаки:
1. БД хранится и обрабатывается в вычислительной системе.
Таким образом, любые внекомпьютерные хранилища информации (архивы, библиотеки, картотеки и т. п.) базами данных не являются.
2. Данные в БД логически структурированы (систематизированы) с целью обеспечения возможности их эффективного поиска и обработки в вычислительной системе.
Структурированность подразумевает явное выделение составных частей (элементов), связей между ними, а также типизацию элементов и связей, при которой с типом элемента (связи) соотносится определённая семантика и допустимые операции[11].
3. БД включает схему, или метаданные, описывающие логическую структуру БД в формальном виде (в соответствии с некоторой метамоделью).
В соответствии с ГОСТ Р ИСО МЭК ТО 10032-2007, «постоянные данные в среде базы данных включают в себя схему и базу данных. Схема включает в себя описания содержания, структуры и ограничений целостности, используемые для создания и поддержки базы данных. База данных включает в себя набор постоянных данных, определённых с помощью схемы. Система управления данными использует определения данных в схеме для обеспечения доступа и управления доступом к данным в базе данных»[1].

Из перечисленных признаков только первый является строгим, а другие допускают различные трактовки и различные степени оценки. Можно лишь установить некоторую степень соответствия требованиям к БД.
В такой ситуации не последнюю роль играет общепринятая практика. В соответствии с ней, например, не называют базами данных файловые архивы, Интернет-порталы или электронные таблицы, несмотря на то, что они в некоторой степени обладают признаками БД. Принято считать, что эта степень в большинстве случаев недостаточна (хотя могут быть исключения).

## История
История возникновения и развития технологий баз данных может рассматриваться как в широком, так и в узком аспекте.
В широком смысле понятие истории баз данных обобщается до истории любых средств, с помощью которых человечество хранило и обрабатывало данные. В таком контексте упоминаются, например, средства учёта царской казны и налогов в древнем Шумере (4-e тысячелетие до н.э.), узелковая письменность инков — кипу, клинописи, содержащие документы Ассирийского царства и т. п. Следует помнить, что недостатком этого подхода является размывание понятия «база данных» и фактическое его слияние с понятиями «архив» и даже «письменность».
История баз данных в узком смысле рассматривает базы данных в традиционном (современном) понимании. Эта история начинается с 1955 года, когда появилось программируемое оборудование обработки записей. Программное обеспечение этого времени поддерживало модель обработки записей на основе файлов. Для хранения данных использовались перфокарты.
Оперативные сетевые базы данных появились в середине 1960-х. Операции над оперативными базами данных обрабатывались в интерактивном режиме с помощью терминалов. Простые индексно-последовательные организации записей быстро развились к более мощной модели записей, ориентированной на наборы. За руководство работой Data Base Task Group (DBTG), разработавшей стандартный язык описания данных и манипулирования данными, Чарльз Бахман получил Тьюринговскую премию.
В это же время в сообществе баз данных Кобол была проработана концепция схем баз данных и концепция независимости данных.
Следующий важный этап связан с появлением в начале 1970-х реляционной модели данных, благодаря работам Эдгара Кодда.
Работы Кодда открыли путь к тесной связи прикладной технологии баз данных с математикой и логикой. За свой вклад в теорию и практику Эдгар Ф. Кодд также получил премию Тьюринга.
Сам термин база данных (англ. database) появился в начале 1960-х годов, и был введён в употребление на симпозиумах, организованных компанией SDC в 1964 и 1965 годах, хотя понимался сначала в довольно узком смысле, в контексте систем искусственного интеллекта. В широкое употребление в современном понимании термин вошёл лишь в 1970-е годы.

## Виды баз данных
Существует огромное количество разновидностей баз данных, различающихся по различным критериям. Например, в «Энциклопедии технологий баз данных», по материалам которой написан данный раздел, определяются свыше 50 видов БД.
В классификацию по модели данных обычно включают:
- графовые;
- иерархические;
- мультимодельные;
- объектные или объектно-ориентированные;
- объектно-реляционные;
- реляционные;
- сетевые;
- функциональные[англ.].

Классификация по среде хранения различает базы данных, хранящие данные во вторичной памяти («традиционные», англ. conventional database), резидентные (все данные на стадии исполнения находятся в оперативной памяти) и третичные (англ. tertiary database), хранящие данные на отсоединяемых устройствах массового хранения — на основе магнитных лент или оптических дисков. При этом во всех классах так или иначе используются все среды хранения, например, для резидентных баз данных СУБД записывает в постоянную память журналы предзаписи, а для традиционных баз используется кэш в оперативной памяти.
Также базы данных могут классифицироваться по содержимому, например, могут быть географическими, историческими, научными, мультимедийными. Для некоторых форм содержания строятся специализированные СУБД, либо добавляются специализированные возможности в СУБД общего назначения, среди таковых баз данных:
- пространственные (англ. spatial database): базы с пространственными свойствами сущностей предметной области, используются в геоинформационных системах;
- временны́е (темпоральные, англ. temporal database): поддерживают какой-либо аспект времени, не считая времени, определяемого пользователем.

По степени распределённости базы данных подразделяются на следующие классы:
- централизованные (сосредоточенные; англ. centralized database) — полностью поддерживаемые на одном компьютере
- распределённые (англ. distributed database), составные части которых размещаются в различных узлах компьютерной сети в соответствии с каким-либо критерием.

Среди распределённых баз данных выделяют:
- сегментированные: разделённые на независимые сегменты, каждый из которых управляется отдельным экземпляром сервера базы данных, размещаемым, как правило, на отдельном вычислительном узле;
- тиражированные (реплицированные; англ. replicated database): одни и те же данные разнесены под управление различных экземпляров СУБД;
- неоднородные (англ. heterogeneous distributed database): фрагменты распределённой базы в разных узлах сети поддерживаются средствами более одной СУБД.

Возможны смешанные варианты, например, для одной и той же распределённой базы для больших объектов используется сегментирование, а для небольших — репликация.
По способам организации хранения могут выделяться циклические базы данных (записывают новые данные вместо устаревших), потоковые базы данных.

## Сверхбольшие базы данных
Сверхбольшая база данных (англ. Very Large Database, VLDB) — это база данных, которая занимает чрезвычайно большой объём на устройстве физического хранения. Термин подразумевает максимально возможные объёмы БД, которые определяются последними достижениями в технологиях физического хранения данных и в технологиях программного оперирования данными.
Количественное определение понятия «чрезвычайно большой объём» меняется во времени. Так, в 1997 году самой большой в мире была текстовая база данных Knight Ridder’s DIALOG объёмом 7 терабайт. В 2001 году самой большой считалась база данных объёмом 10,5 терабайт, в 2003 году — объёмом 25 терабайт. В 2005 году самыми крупными в мире считались базы данных с объёмом хранилища порядка сотни терабайт. В 2006 году поисковая машина Google использовала базу данных объёмом 850 терабайт.
К 2010 году считалось, что объём сверхбольшой базы данных должен измеряться по меньшей мере петабайтами.
В 2011 году компания Facebook хранила данные в кластере из 2 тысяч узлов суммарной ёмкостью 21 петабайт; к концу 2012 года объём данных Facebook достиг 100 петабайт, а в 2014 году — 300 петабайт.
К 2014 году по косвенным оценкам компания Google хранила на своих серверах до 10—15 эксабайт данных в совокупности.
По некоторым оценкам, к 2025 году генетики будут располагать данными о геномах от 100 миллионов до 2 миллиардов человек, и для хранения подобного объёма данных потребуется от 2 до 40 эксабайт.
В целом, по оценкам компании IDC в 2018 году, суммарный объём данных «цифровой вселенной» удваивается каждые два года и изменится от 4,4 зеттабайта в 2013 году до 44 зеттабайт в 2020 году.
Исследования в области хранения и обработки сверхбольших баз данных VLDB всегда находятся на острие теории и практики баз данных. В частности, с 1975 года проходит ежегодная конференция International Conference on Very Large Data Bases («Международная конференция по сверхбольшим базам данных»). Большинство исследований проводится под эгидой некоммерческой организации VLDB Endowment (Фонд целевого капитала «VLDB»), которая обеспечивает продвижение научных работ и обмен информацией в области сверхбольших БД и смежных областях.